# Irina Shilova
Irina Alegaïna Shilova (en russe : Ірына Алегаўна Шылава), née le 1er septembre 1967 à Grodno, est une tireuse sportive biélorusse, spécialiste de la carabine à 10m.

## Carrière
Irina Shilova remporte aux épreuves de tir aux Jeux olympiques d'été de 1988 se tenant à Séoul la médaille d'or en carabine à 10 mètres en établissant un record olympique avec un total de 498,5 points. Elle remporte 4 médailles dont deux titres aux Championnats du monde de 1990 et une médaille d'or aux Mondiaux de 1991.
En 1992, elle faisait partie de l'équipe unifiée mais ne prend qu'une modeste 19e place dans l'épreuve de carabine à trois positions. En 1996, Shilova représente la Biélorussie et se classe neuvième en carabine à air comprimé et 17e avec la carabine à 50 mètres. En 2000, pour sa quatrième participation aux JO, elle termine 20e en carabine à 50 mètres.